# Regione di Magellano e dell'Antartide Cilena
La regione di Magellano e dell'Antartide Cilena, anche chiamata XII Región, è una regione del Cile meridionale.

## Geografia fisica

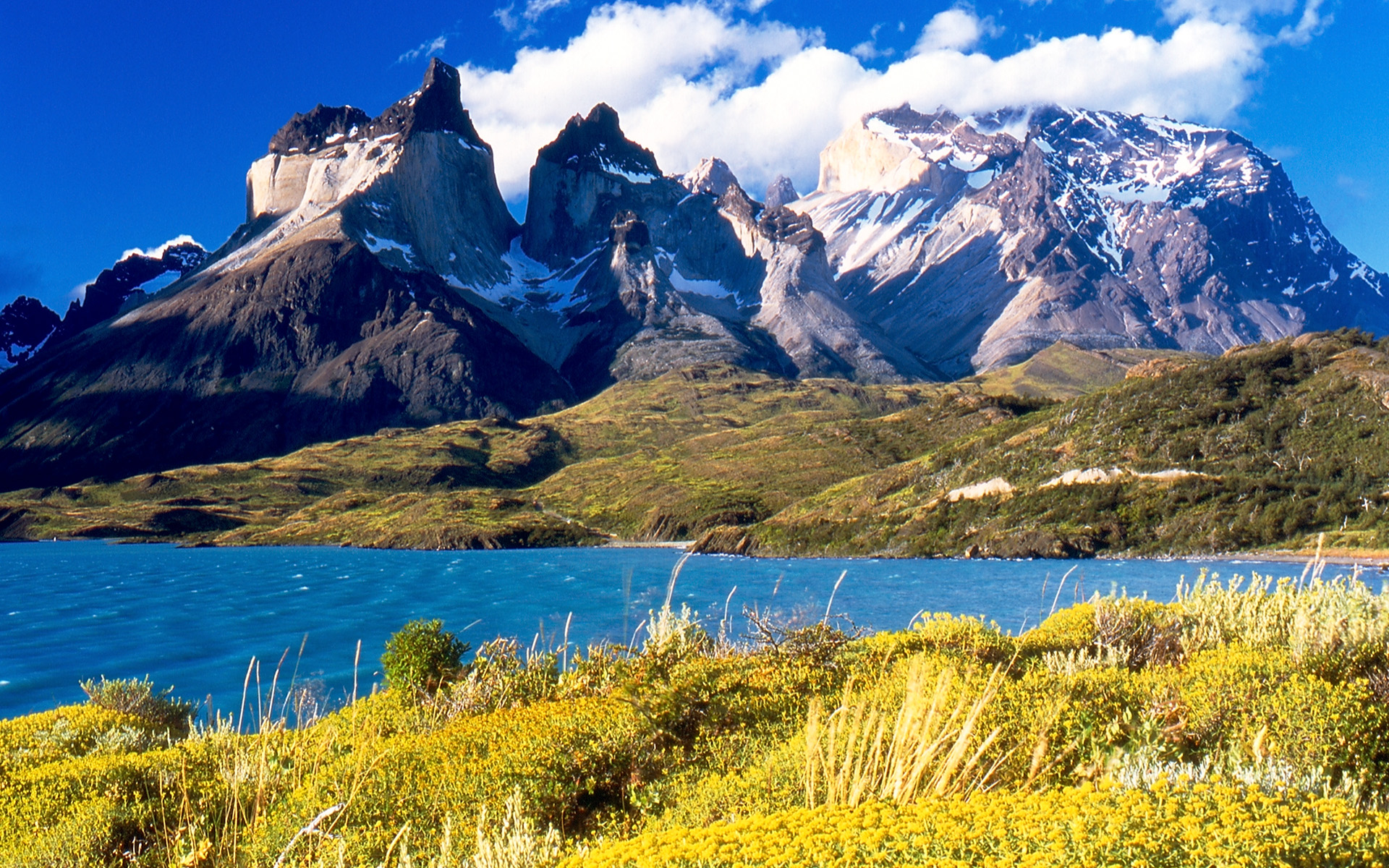

In questa regione viene incluso il settore antartico rivendicato dal Cile: Territorio antartico cileno (non considerato nella tavola statistica). È una delle due regioni della Patagonia cilena.
Alcuni dei parchi naturali presenti nella regione sono:
- Parco nazionale Bernardo O'Higgins
- Parco nazionale Torres del Paine
- Parco nazionale Yendegaia

## Geografia antropica

### Suddivisioni amministrative
| Provincia        | Capoluogo       | Comune              |
| ---------------- | --------------- | ------------------- |
| Antartica Cilena | Puerto Williams | 1 Antártica         |
| Antartica Cilena | Puerto Williams | 2 Cabo de Hornos    |
| Magallanes       | Punta Arenas    | 3 Laguna Verde      |
| Magallanes       | Punta Arenas    | 4 Punta Arenas      |
| Magallanes       | Punta Arenas    | 5 Río Verde         |
| Magallanes       | Punta Arenas    | 6 San Gregorio      |
| Tierra del Fuego | Porvenir        | 7 Porvenir          |
| Tierra del Fuego | Porvenir        | 8 Primavera         |
| Tierra del Fuego | Porvenir        | 9 Timaukel          |
| Última Esperanza | Puerto Natales  | 10 Puerto Natales   |
| Última Esperanza | Puerto Natales  | 11 Torres del Paine |